# Le Cheval de Saint Nicolas
Série
Mais où est le cheval de Saint-Nicolas ?
(2007)
Pour plus de détails, voir Fiche technique et Distribution.
Le Cheval de Saint Nicolas (Het paard van Sinterklaas) est un film de Noël belgo-néerlandais réalisé par Mischa Kamp, sorti en 2005. Il a pour suite Mais où est le cheval de Saint-Nicolas ?, sorti en 2007.

## Synopsis
Winky Wong est une petite fille tout juste arrivée aux Pays-Bas avec sa famille depuis la Chine. Tout est singulier pour cette petite fille de six ans qui doit apprendre une nouvelle langue, se faire de nouveaux amis et s'adapter à sa nouvelle école. Les premiers temps sont difficiles, jusqu'à ce qu'elle apprenne que, dans ce pays, un vieil homme à la barbe blanche appelé saint-Nicolas offre des cadeaux aux enfants. En secret, elle décide alors de tout mettre en œuvre pour que saint Nicolas lui apporte ce qu'elle souhaite le plus au monde : un cheval.

## Fiche technique
- Titre : Le Cheval de Saint Nicolas
- Titre original : Het paard van Sinterklaas
- Réalisation : Mischa Kamp
- Scénario : Tamara Bos, d'après son propre roman
- Production : Burny Bos, Michiel de Rooij, Sabine Veenendaal, Hilde De Laere et Kim Klaase
- Sociétés de production : Bos Bros. Film & TV Productions et MMG Film & TV Production
- Budget : 1,7 million d'euros
- Musique : Johan Hoogewijs
- Photographie : Lennert Hillege
- Montage : Sander Vos
- Décors : Frederiek Delfos et Anita Kars
- Costumes : Maartje Wevers
- Pays d'origine :  Pays-Bas,  Belgique
- Format : Couleurs - 1,85:1 - Dolby Digital - 35 mm
- Genre : Comédie dramatique
- Durée : 95 minutes
- Dates de sortie :
  -  Pays-Bas : 12 octobre 2005
  -  Belgique : 26 octobre 2005
  -  France : 6 décembre 2006

## Distribution
- Ebbie Tam : Winky Wong, une petite Chinoise qui débarque en Hollande et qui rêve d'un cheval
- Aaron Wan : Monsieur Wong, le père de Winky, qui tient un restaurant chinois aux Pays-Bas
- Hanyi Han : Madame Wong, la mère de Winky
- Betty Schuurman : Tante Cor, la propriétaire du poney
- Jan Decleir : Oncle Siem, le propriétaire du poney
- Mamoun Elyounoussi : Samir, le jeune employé du restaurant chinois
- Sallie Harmsen : Sofie
- Anneke Blok : Mlle Sigrid
- Nori de Winter : Maaike
- Antoin Cox : l'arbitre
- Peter Bolhuis : le père de Sofie
- Katrien Pijnenborg : la mère de Maailke
- Guus Hoogeboom : le frère de Maaike
- Nils Verkooijen : Nils
- Thijs de Vries : Cas
- Lorentz Teufer : Joris
- Christine van Stralen : la dame de la librairie
- Henry van Loon
- Romano: Amerigo (Cheval)

## Distinctions
- Prix du public, lors du Festival international du film de Flandres en 2005.
- Prix du meilleur scénario et nomination au prix du meilleur film et meilleur second rôle masculin pour Mamoun Elyounoussi, lors du Festival du film d’Utrecht en 2005.
- Prix du jury adulte et seconde place au prix du jury enfant, lors du Festival international du film pour enfants de Chicago en 2006.
- Prix du public enfant, lors du Festival du film de Munich en 2006.